# 尾道市立美木中学校
尾道市立美木中学校（おのみちしりつ みきちゅうがっこう）は、広島県尾道市にある公立の中学校。

## 沿革
- 1947年 - 美ノ郷村立美ノ郷中学校として開校。
- 1949年 - 美ノ郷村立美ノ郷中学校、木ノ庄村立木ノ庄東中学校・木ノ庄西中学校、深田村立深田中学校、原田村立原田中学校の四ケ村の中学校が合併し、「広島県御調郡学校組合立中部中学校」が設置される。
- 1951年 - 深田村が分割し、深が三原市に、久山田が尾道市にそれぞれ合併され、深田分教場は三原市立深小学校内に移転し、「三原市立第二中学校深分校」と校名変更する（1952年、第二中学校本校に統合）[2]。
- 1954年 - 尾道市に合併され、「尾道市立美木中学校」と校名変更する。
- 1959年 - 原田分校は「尾道市立原田中学校」として独立校となる。
- 2014年 - 「尾道市立原田中学校」が「尾道市立美木中学校」に再統合。

## 通学区域
尾道市立三成小学校、尾道市立美木原小学校の校区。